# Агада
Агада, Аґада, Аггада (івр. אגדה) — узагальнена назва притч, проповідей, мідрашів що належать до талмудичної літератури. На відміну від галахічних настанов, агадичні оповіді не регламентують певні аспекти життя.